# Raná péče
Raná péče je podle zákona 108/2006 Sb., o sociálních službách, sociální terénní služba, příp. doplněná ambulantní formou služby, poskytovaná dítěti a rodičům dítěte ve věku do 7 let, které je zdravotně postižené nebo jehož vývoj je ohrožen v důsledku nepříznivého zdravotního stavu. Služba je zaměřena na podporu rodiny a podporu vývoje dítěte s ohledem na jeho specifické potřeby.
Z hlediska formy poskytované sociální služby spadá raná péče mezi tzv. terénní služby, příp. může být doplněna ambulantní formou sociální služby a rehabilitačním pobytem.
Služba je zaměřena na podporu rodiny a podporu vývoje dítěte s ohledem na jeho specifické potřeby. Služba napomáhá při realizaci práva na vzdělání a výchovu dětí se zdravotním postižením, podporuje integraci dětí a jejich rodin do širší společnosti a zlepšuje informovanost veřejnosti o problematice péče o děti se zdravotním postižením pořádáním seminářů, přednášek, školení, vydáváním odborných a účelových publikací, článků v periodikách atd.
Úkol rané péče spočívá ve vyhledávání potřebných dětí (depistáž), ve speciálněpedagogické diagnostice, poskytování poradenství rodině postiženého dítěte, poradenství při jeho výchově a ve výběru vhodného výchovně-vzdělávacího zařízení.
Službu poskytují bezplatně pracoviště rané péče, což jsou střediska rané péče a také speciálněpedagogická centra.
Služba rané péče má předcházet případné budoucí závislosti člověka na institucionální pomoci.

## Historie
Pojem „raná péče“ se v České republice začal používat od roku 1993. (Zahraniční zdroje užívají spíše pojem včasná intervence – early intervention –, který se v českém prostředí užívá spíše v oblasti prevence delikvence a kriminality.) Služba se rozvinula koncem 60. let 20. stol. v USA. Přispěly k tomu nové bio-sociální poznatky v oblasti vývoje dítěte, zejména uvědomění si důležitosti prvních tří let věku života.

## Formy rané péče
Služby rané péče (SRP) jsou poskytovány tzv. středisky rané péče, která jsou nejčastěji zřizována neziskovými organizacemi. Služby jsou poskytovány zdarma. Služba je poskytována buď formou návštěvy odborného pracovníka v rodině, nebo formou rehabilitačního pobytu v instituci rané péče. Příkladem jsou návštěvy poradců a konzultantů v rodinách (jednou za měsíc až tři měsíce), semináře pro rodiče, týdenní rehabilitační pobyty pro celé rodiny, ambulantní zraková stimulace, setkávání rodičů, půjčování hraček, pomůcek a literatury, konzultace s rehabilitační pracovnicí či psychologem, pomoc při výběru předškolního zařízení, instruktáž pracovníků vzdělávacích a rehabilitačních zařízení, do kterých docházejí děti v péči SRP, nebo základní sociálně-právní poradenství.

### Návštěvy v rodině
Odborný pracovník podává instruktáž pečujícím osobám v jejich přirozeném prostředí, ve kterém se i dítě cítí uvolněně. Sledují se vztahy v rodině, postavení dítěte ve skupině, využívá se předmětů denní potřeby.

### Ambulantní služby
Ambulantní služby jsou poskytovány v prostorách působiště organizací, které danou službu poskytují, tj. mimo domácí prostředí klienta. Taktéž v ambulantním středisku jde o práci s dítětem – provádí se speciálněpedagogická diagnostika a tvoří se individuální plán pro rozvíjení schopností dítěte. Dále se pracuje s rodinou, což zahrnuje konzultace a rady, volbu metod aj, přičemž se spolupracuje s odborníky, poskytuje se odborné poradenství sociálně-právní a integrační, půjčují se vhodné speciální pomůcky.

### Rehabilitační pobyty
Cílem společných rehabilitačních akcí je umožnit dítěti a rodině začlenit se do širší společnosti, minimalizovat zdravotní a sociální nevýhody a spoléhání se v budoucnu na pomoc druhých. Rodiče si někdy lépe uvědomí schopnosti a možnosti dítěte (dosud je mohli např. podceňovat a klást na dítě menší nároky). Přínosné je sdílení rodin s podobnými starostmi o dítě a zkušenostmi; mohou si být vzájemným povzbuzením, posilou a motivací.

## Rozsah zajišťovaných úkonů
Vyhláška Ministerstva práce a sociálních věcí přesně stanovuje služby, které raná péče poskytuje. Rozděluje je na následující oblasti:
- výchovné, vzdělávací a aktivizační činnosti – zajištění potřeb rodiny a dítěte na základě zhodnocení zdravotního stavu dítěte i schopností rodičů, zprostředkování poradenství rodině a podpora rodičovských kompetencí, nácvik dovedností pečujících osob, které napomáhají přiměřenému vývoji dítěte, vzdělávání rodičů v dané oblasti, nabídka programů a technik podporujících vývoj dítěte, instrukce při nácviku a upevňování dovedností zaměřených na schopnosti v oblasti kognitivní, senzorické, motorické a sociální;
- zprostředkování kontaktu se společenským prostředím – pomoc při obnovení či upevnění kontaktu s rodinou a okolím, který má podpořit sociální začlenění, podpora a pomoc při využívání dostupných služeb a informačních zdrojů;
- sociálně terapeutické činnosti – psychosociální podpora; pořádání setkání a pobytových kurzů, při kterých lze sdílet zkušenosti;
- pomoc při uplatňování práv a obstarávání osobních záležitostí – pomoc při komunikaci, podpora svépomocných aktivit, doprovázení rodičů na úřady, soudy a jednání týkající se vývoje dítěte.

#### Periodika
- Raná péče. Praha: Raná péče EDA, [2011]–2015. [Vychází dvakrát ročně ve spolupráci se Střediskem pro ranou péči Plzeň a Střediskem pro ranou péči Liberec.]